# Fortune 500
A Fortune 500 egy lista, amely az Amerikai Egyesült Államok ötszáz legnagyobb árbevételű nyílt részvénytársaságát sorolja fel. A listát minden évben a Fortune gazdasági hetilap szerkesztői állítják össze. Néha használják a Fortune 100 és a Fortune 1000 kifejezéseket is, ezek szintén az árbevétel alapján megállapított sorrendek.
1995 óta létezik jelenlegi formájában a Fortune Global 500, amely az amerikai cégeken kívül az összes többi ország cégét is tartalmazza.
A Fortune listáihoz hasonló a Forbes Global 2000, amelyet a Forbes gazdasági hetilap állít össze bevétel, profit, tőkeállomány és piaci érték alapján.

## 2024-es lista
2024-ben az alábbi vállalkozások szerepeltek a lista első 20 helyén:
| Helyezés | Vállalat             | Állam          | Iparág                                             | Bevétel amerikai dollárban |
| -------- | -------------------- | -------------- | -------------------------------------------------- | -------------------------- |
| 1        | Walmart              | Arkansas       | Kiskereskedelem                                    | $648,1 milliárd            |
| 2        | Amazon               | Washington     | Internetes szolgáltatások és kiskereskedelem       | $574,8 milliárd            |
| 3        | Apple                | Kalifornia     | Számítógépek, irodai berendezések                  | $383,3 milliárd            |
| 4        | UnitedHealth Group   | Minnesota      | Egészségügy: biztosítás és irányított ellátás      | $371,6 milliárd            |
| 5        | Berkshire Hathaway   | Nebraska       | Biztosítás: Vagyon- és balesetbiztosítás (készlet) | $364,5 milliárd            |
| 6        | CVS Health           | Rhode Island   | Egészségügy: Gyógyszerek és egyéb szolgáltatások   | $357,8 milliárd            |
| 7        | ExxonMobil           | Texas          | Kőolaj-finomítás                                   | $344,6 milliárd            |
| 8        | Alphabet Inc.        | Kalifornia     | Internetes szolgáltatások és kiskereskedelem       | $307,4 milliárd            |
| 9        | McKesson Corporation | Texas          | Nagykereskedők: Egészségügy                        | $276,7 milliárd            |
| 10       | Cencora              | Pennsylvania   | Nagykereskedők: Egészségügy                        | $262,2 milliárd            |
| 11       | Costco               | Washington     | Általános kereskedés                               | $242,3 milliárd            |
| 12       | JPMorgan Chase       | New York       | Kereskedelmi bank                                  | $239,4 milliárd            |
| 13       | Microsoft            | Washington     | Számítástechnika, szoftverek                       | $211,9 milliárd            |
| 14       | Cardinal Health      | Ohio           | Nagykereskedők: Egészségügy                        | $205,0 milliárd            |
| 15       | Chevron Corporation  | Kalifornia     | Kőolaj-finomítás                                   | $200,9 milliárd            |
| 16       | Cigna                | Connecticut    | Egészségügy: Gyógyszerek és egyéb szolgáltatások   | $195,3 milliárd            |
| 17       | Ford Motor Company   | Michigan       | Gépjárművek és alkatrészek                         | $176,2 milliárd            |
| 18       | Bank of America      | Észak-Karolina | Kereskedelmi bank                                  | $171,9 milliárd            |
| 19       | General Motors       | Michigan       | Gépjárművek és alkatrészek                         | $171,8 milliárd            |
| 20       | Elevance Health      | Indiana        | Egészségügy: biztosítás és irányított ellátás      | $171,3 milliárd            |

## 2014-es lista
A 2014-es lista a magazin szerint:
1. Wal-Mart Stores – kiskereskedelem
2. Exxon Mobil – olajipar
3. Chevron – olajipar
4. Berkshire Hathaway – pénzügy
5. Apple – informatika
6. Phillips 66 – olajipar
7. General Motors – gépjárműipar
8. Ford Motor – gépjárműipar
9. General Electric – konglomerátum
10. Valero Energy – olajipar

## 2006-os lista
2006-ban a Fortune 500 első tíz helyezettje. Zárójelben az előző évi pozíció:
1. (2.) Exxon Mobil – olajipar
2. (1.) Wal-Mart – kiskereskedelem
3. (3.) General Motors – gépjárműipar
4. (6.) Chevron – olajipar
5. (4.) Ford Motor – gépjárműipar
6. (7.) ConocoPhillips – olajipar
7. (5.) General Electric – konglomerátum
8. (8.) Citigroup – pénzügy
9. (9.) American International Group – biztosítás
10. (10.) IBM – informatika

2005-höz képest a cégek összetétele nem változott, ám a magasabb olajáraknak köszönhetően a tízes lista összes olajipari vállalata növelte a bevételét, így feljebb került.

## 2005-ös lista
1. Wal-Mart – kiskereskedelem
2. Exxon Mobil – olajipar
3. General Motors – gépjárműipar
4. Ford Motor – gépjárműipar
5. General Electric – konglomerátum
6. Chevron – olajipar
7. ConocoPhillips – olajipar
8. Citigroup – pénzügy
9. American International Group – biztosítás
10. IBM – informatika